# Олів Мурфілд
Олів Мурфілд (англ. Olive Moorefield, 23 серпня 1932, Піттсбург, Пенсільванія) — американська співачка та актриса, найбільш популярна у Австрії та Німеччині, де випустила ряд хітів та знялась у десятках фільмів.

## Біографія
Олів Мурфілд мала сім братів і сестер. Після закінчення коледжу в Пенсильванії вона брала заняття співом та акторською майстерністю. У жовтні 1952 року вона дебютувала на Бродвеї в Нью-Йорку в виставі My Darlin 'Aida . Потім вона вирушила в широкий європейський тур і оселилася у Відні в 1953 році.

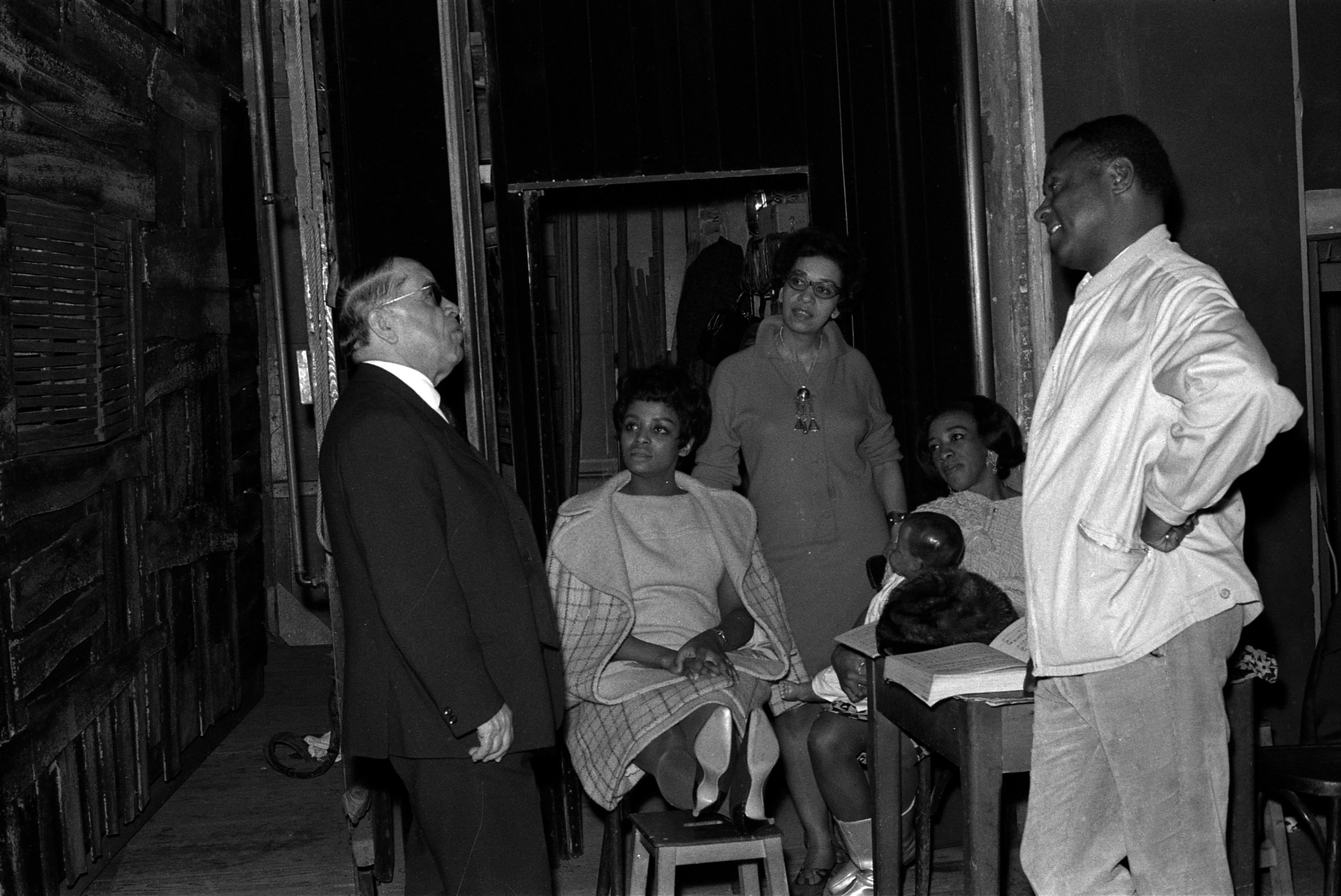
Олів Мурфілд під час репетиції опери «Поргі та Бесс». 23 лютого 1967 року.

Там вона отримала роботу у Віденській народній опері, і, незважаючи на незвичний для тогочасної європи образ темношкірої акторки, вона з успіхом виступала у мюзиклі Коула Портера Kiss Me Kate. Спочатку вона грала другорядну роль Б'янки, а згодом також і головну роль Кейт. Олів Мурфілд залишалась у цій опері, хоча інколи з'являлась і в інших театрах Центральної Європи, таких як Франкфуртська опера. Її багаторічна діяльність у Відні принесла їй велику популярність в Австрії.
З 1956 року в неї з'явились також пропозиції з німецького кінематографу, в якому вона виступала як співачка і як актриса. У 1960-х роках німецьке та австрійське телебачення набуло значного значення і Олів здбільшого знімалась в телешоу (наприклад, Beispiel Zwischen Bach und Beat, Wien Side Story).
У 1964 році Олів Мурфілд востаннє знялась у фільмі, зігравши рабиню Кессі у екранізації відомого роману Хатина дядька Тома.
У 1965 році вона зіграла рідкісну серйозну роль Ненсі Манніго в драмі « Реквієм»,підготовленій для німецького телебачення за мотивами роману Вільяма Фолкнера. Майже в той же час (осінь 1965 року) Олів Мурфілд досягла великого успіху разом із Бессом у музичному творі Джорджа Гершвіна «Поргі та Бесс», який вперше був поставлений у Віденській народній опері.
Внаслідок одруження з доктором Куртом Махом наприкінці 1969 року Олів Мурфілд поступово відійшла від публічного життя.

## Фільмографія
- 1954: Wenn du noch eine Mutter hast[de]
- 1956: Liebe, die den Kopf verliert
- 1956: Das alte Försterhaus[de]
- 1957: Scherben bringen Glück[de]
- 1957: Die liebe Familie[de]
- 1957: Einmal eine große Dame sein
- 1957: Monpti[de]
- 1957: Die Beine von Dolores[de]
- 1957: Scala – total verrückt[de]
- 1958: Der schwarze Blitz[de]
- 1958: Skandal um Dodo[de]
- 1961: Riviera-Story
- 1962: Straße der Verheißung[de]
- 1964: Onkel Toms Hütte[de]
- 1965: Requiem für eine Nonne (Fernsehfilm)
- 1965: Rosemarie (Fernsehfilm)
- 1966: Porgy in Wien (Fernsehfilm)
- 1967: Schlager international (Fernsehshow)
- 1967: Zwischen Bach und Beat (Fernsehshow)
- 1969: Unsere kleine Show (Fernsehshow)
- 1972: Fritz Muliar Schau (Fernsehreihe, Folge Theater)